# Viola macloskeyi
Viola macloskeyi är en violväxtart som beskrevs av Curtis Gates Lloyd. Viola macloskeyi ingår i släktet violer, och familjen violväxter.

## Underarter
Arten delas in i följande underarter:
- V. m. macloskeyi
- V. m. pallens

## Bildgalleri

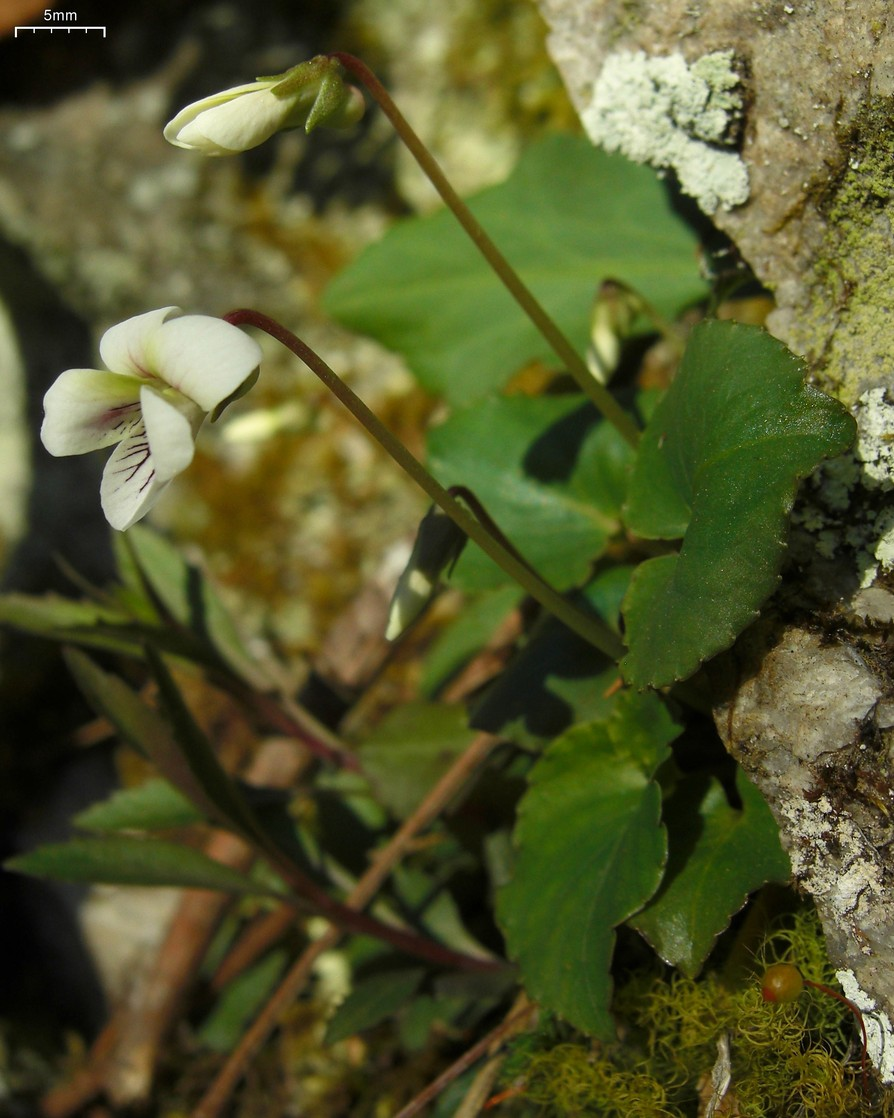
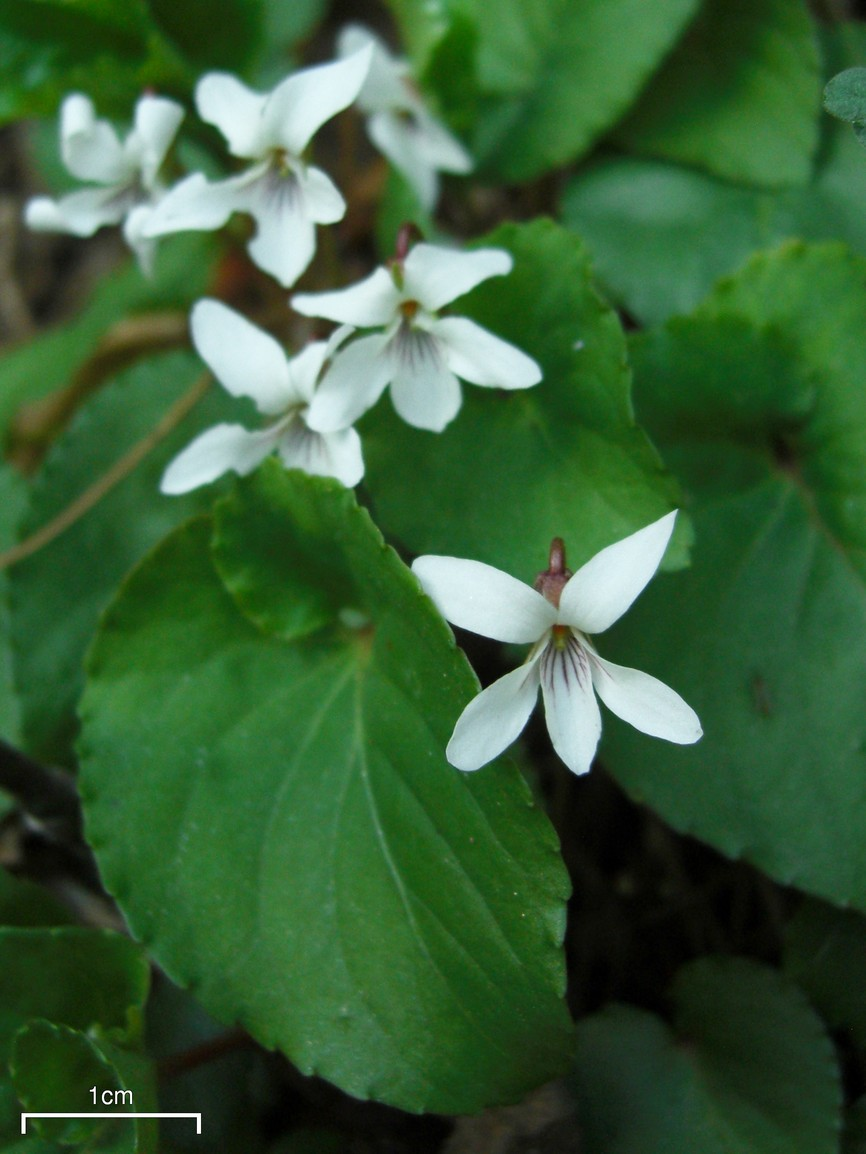
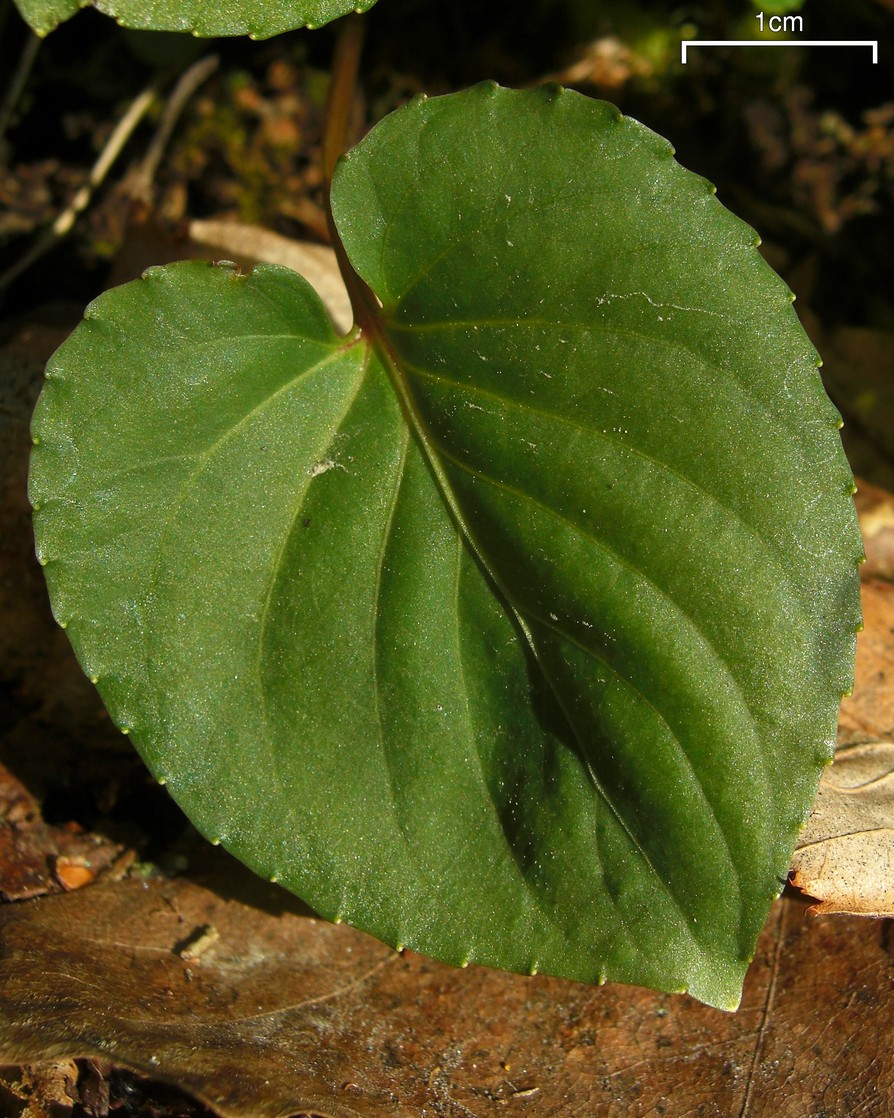
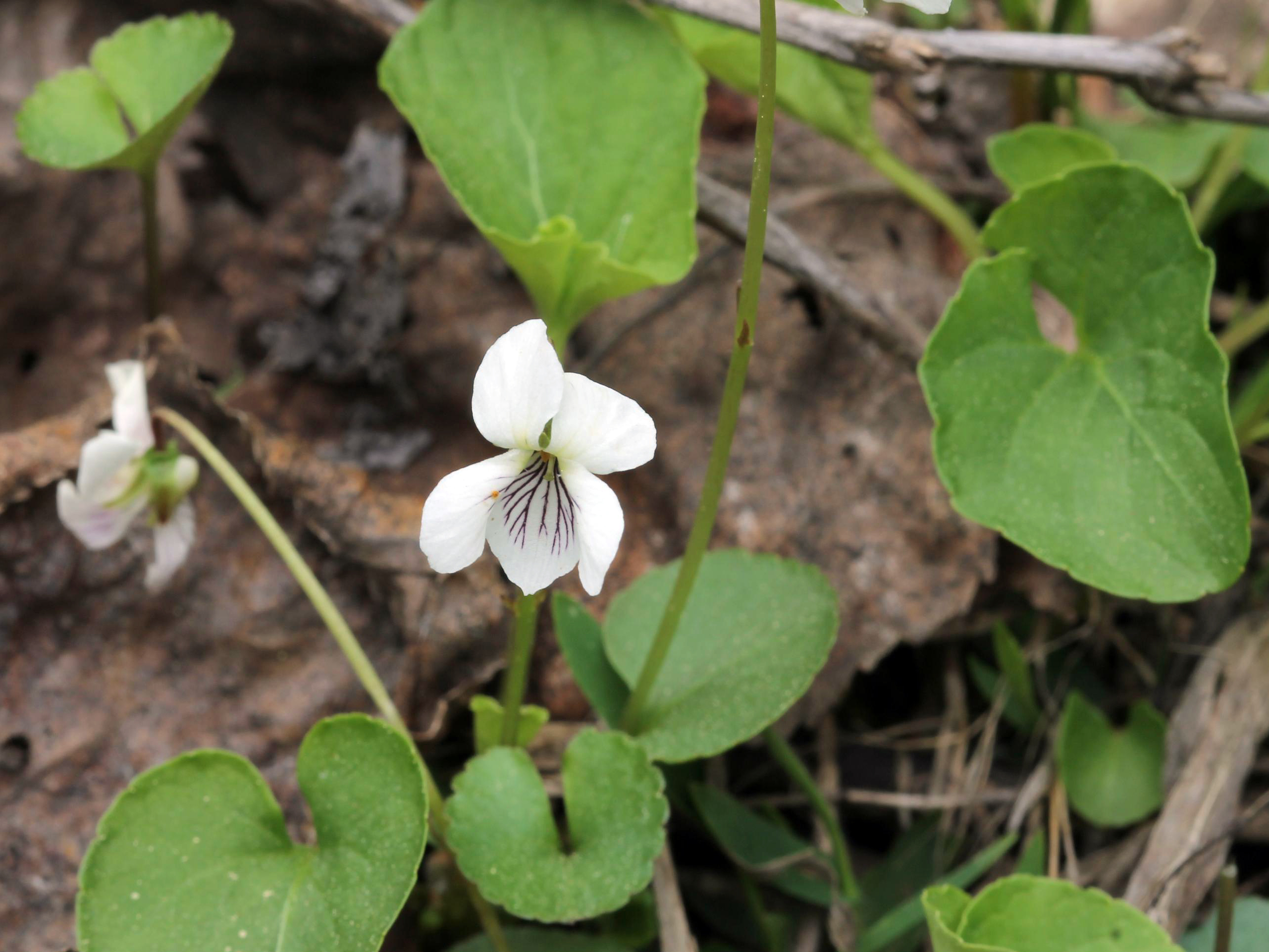
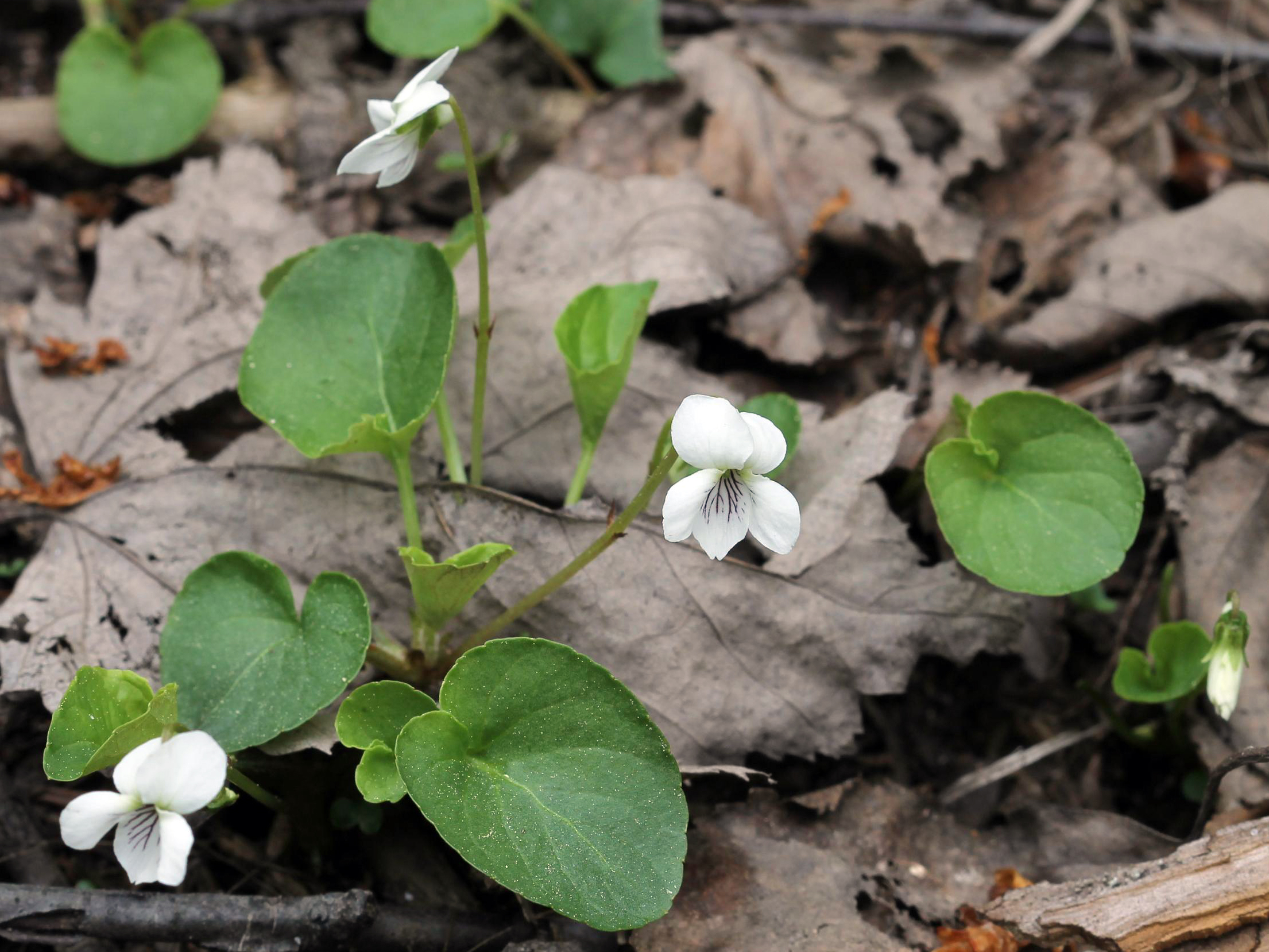
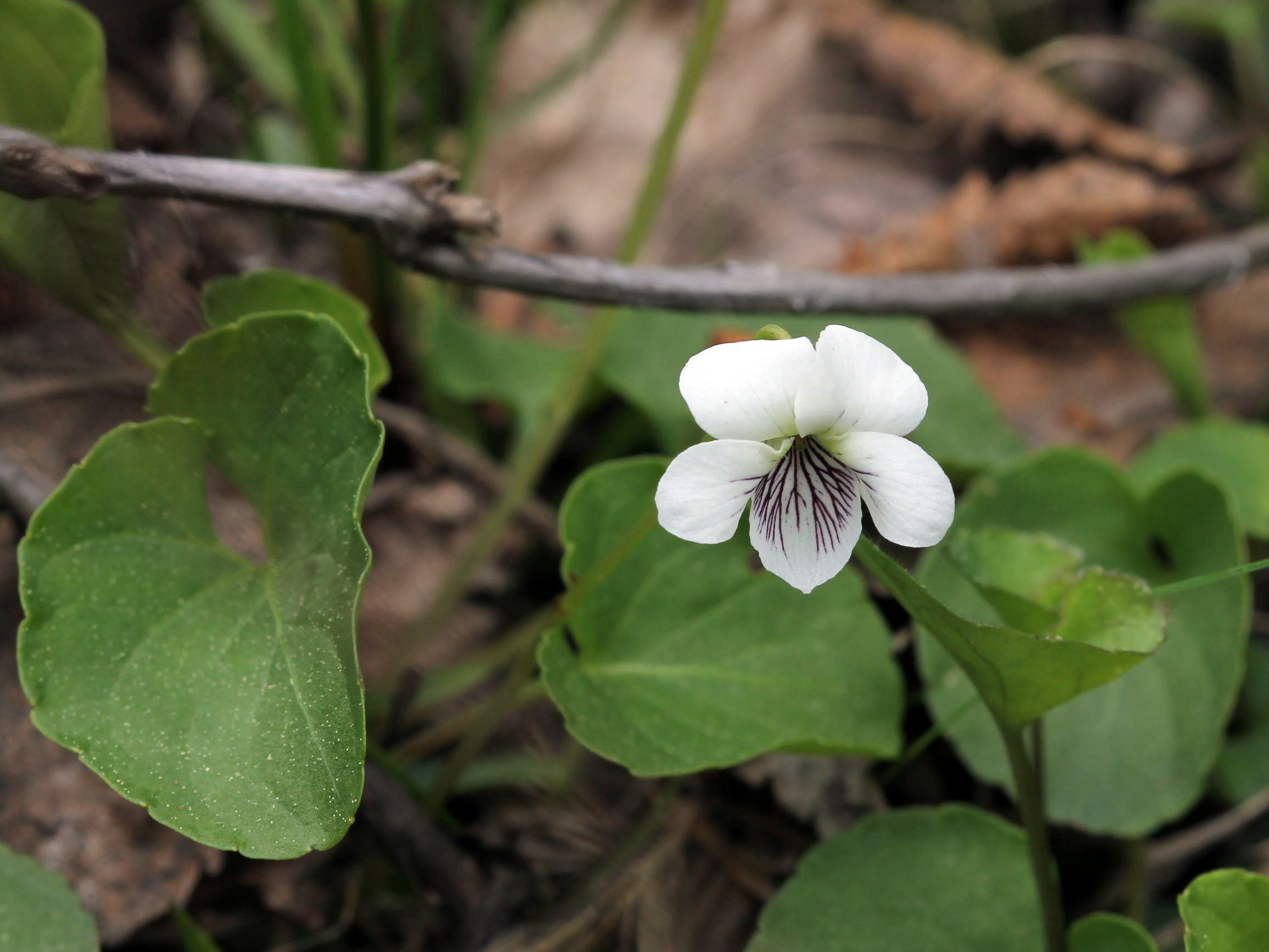